# Jette Kjærboe
Jette Kjærboe, född 1943 i Fåborg, är en dansk författare.

## Utvalda verk
- 1986 - "Gennembruddet"
- 1989 - "Rejsen til kærlighedens ø"
- 1992 - "Albertines fortællinger"
- 1994 - "Vinhandleren og andre spøgelseshistorier"
- 1995 - "Kvinden i vinduet"
- 2001 - "Madonna-maleren"